# آلبینا آخاتووا
آلبینا آخاتووا (روسی: Альби́на Хами́товна Аха́това؛ زادهٔ ۱۳ نوامبر ۱۹۷۶) ورزشکار ورزش دوگانه اهل روسیه بود.
وی همچنین برندهٔ جوایزی همچون نشان دوستی شده‌است.
وی در مسابقات کشوری و بین‌المللی در مجموع برندهٔ ۵ مدال طلا، ۵ مدال نقره، ۵ مدال برنز شده‌است.